# Rafaela Ferreira
Rafaela Daminelli Ferreira (Criciúma, 18 april 2005) is een Braziliaans autocoureur.

## Carrière

### Karting
Ferreira begon haar autosportcarrière in het karting op aansporen van haar vader, een voormalig autocoureur die eigenaar is van een indoor kartbaan. Op achtjarige leeftijd kreeg zij haar eerste kart. In 2022 werd zij de eerste vrouwelijke coureur die pole position behaalde in het Braziliaanse kartkampioenschap. Zij deed dit in de F4 Graduada-klasse.

### Formule 4
In 2023 stapte Ferreira over naar het formuleracing en debuteerde zij in het Braziliaans Formule 4-kampioenschap bij het team TMG Racing. Tijdens het laatste raceweekend op het Autódromo José Carlos Pace werd zij de eerste vrouwelijke coureur die een podiumfinish in het kampioenschap behaalde met een derde plaats in de tweede race. Met 40 punten werd zij dertiende in de eindstand.
In 2024 bleef Ferreira actief in de Braziliaanse Formule 4 bij TMG. Op het Autódromo Velo Città werd zij de eerste vrouw die een race in het kampioenschap wist te winnen. Ook op het Autódromo Oscar y Juan Gálvez en Interlagos behaalde zij zeges. Daarnaast stond zij nog zeven keer op het podium. Met 222 punten werd zij vierde in het kampioenschap.

### F1 Academy
In 2025 stapt Ferreira over naar de F1 Academy, waar zij voor Campos Racing gaat rijden. Zij krijgt hierbij steun van het Formule 1-team van Racing Bulls.